# Cenemus mikehilli
Cenemus mikehilli är en spindelart som beskrevs av Michael Ilmari Saaristo 2002. Cenemus mikehilli ingår i släktet Cenemus och familjen dallerspindlar.
Artens utbredningsområde är Seychellerna. Inga underarter finns listade i Catalogue of Life.